# Wang Suyi
Wang Suyi (chinois : 王素毅 ; pinyin : Wāng Sùyì ; né en juin 1961) est un homme politique chinois d'origine mongole. Wang a fait partie de la haute hiérarchie politique de la région autonome de Mongolie intérieure jusqu'en 2013. Au cours de sa carrière, il a été maire et secrétaire du parti de Bayannur, puis chef du département du travail du Front uni de Mongolie intérieure. En 2014, il a été condamné à la prison à vie pour corruption ; sa peine a ensuite été réduite à vingt ans et un mois de prison.

## Carrière politique
Wang est né en juin 1961 à Tumed Left Banner, près de la ville de Hohhot, en Mongolie intérieure. Après avoir réussi l'examen d'entrée à l'université en 1977, Wang est entré à l'université de technologie de Taiyuan en octobre 1978, où il s'est spécialisé dans l'ingénierie des mines de charbon et a obtenu son diplôme en août 1982.
Il s'engage dans la politique en août 1982 et adhère au Parti communiste chinois en juin 1986. En septembre 2001, il a été promu membre du comité permanent du parti communiste de Hohhot et vice-maire de la ville, poste qu'il a occupé jusqu'en mars 2003. Par la suite, Wang a été vice-président de la commission du développement et de la réforme de la Mongolie intérieure de mars 2003 à décembre 2003. En décembre 2003, il est nommé vice-secrétaire du parti et président de la ligue de Bayannur (poste équivalent à celui de maire) ; il occupe ce poste jusqu'en 2008, date à laquelle il est promu secrétaire du parti de la ville.
En mai 2010, Wang a été promu chef du département du travail du Front uni de Mongolie intérieure, un poste de niveau sous-provincial en raison de son siège simultané au comité permanent du parti de Mongolie intérieure.

## Arrestation
Le 31 juillet 2014, Wang a été condamné à la prison à vie pour corruption par le tribunal de Pékin. Il a été reconnu coupable d'avoir reçu des pots-de-vin équivalant à 10,73 millions de yuans (~1,74 million de dollars) durant son mandat, en échange de faveurs commerciales ou de promotions de fonctionnaires. Les procureurs ont déclaré que certains de ces pots-de-vin avaient été reçus en lingots d'or, en euros et en dollars américains,. L'accusation a présenté des preuves que certains des pots-de-vin avaient été acceptés par sa femme et que la plupart avaient été acceptés sous forme de « cadeaux » lors de réceptions. L'équipe juridique de Wang n'a pas fait appel de la décision.
En raison de l'aide qu'il a apportée dans d'autres affaires en cours, ainsi que des signes généraux de repentir et de participation volontaire à la « rééducation » et à l'« éducation culturelle », en plus d'avoir accompli des « activités de travail » avec distinction, Wang a reçu une récompense de la prison de Qincheng pour avoir été un « individu enthousiaste ». En novembre 2016, Wang a demandé une réduction de peine. Le 22 août 2017, la Haute Cour de Pékin a annoncé que la peine de Wang serait réduite de la prison à vie à vingt ans et un mois.